# Éducation physique et sportive en France
Pour un article plus général, voir Éducation physique et sportive.
L'éducation physique et sportive (EPS)  est le nom donné à une discipline scolaire d'enseignement utilisant les activités physiques, sportives et artistiques comme support dans une finalité éducative. On retrouve cette discipline dans le cadre scolaire du système éducatif français. C’est une pratique d’intervention et une discipline d’enseignement. L'EPS est obligatoire pour tous les cursus d'étude, du CP à la terminale.
Celle-ci privilégie, en France, la mise en jeu effective de la personne dans sa totalité, soit dans le cadre de relations sociales (pratique des sports de duels collectifs ou individuels ; coopération et entraide ; évaluation et co-évaluation, ...) ; soit dans la relation du sujet avec lui-même (pratique d'activités telles que la course en durée, la musculation, etc.) ; soit dans la relation avec un milieu naturel , ski alpin, etc.) ou avec un animal (équitation). L'éducation physique et sportive cherche à utiliser les pratiques sportives institutionnelles et codifiées et les pratiques motrices à visées artistiques et/ou esthétiques comme moyen d'éducation en utilisant les divers problèmes que posent l'acquisition des compétences et habiletés nécessaires à l'efficacité dans ces pratiques, tout en essayant d'opérer une traduction de ces problèmes pour les élèves, telle qu'elle permette une intégration d'objectifs plus généraux relatifs au développement personnel (tant social, cognitif, que moteur), l'intégration sociale, et l'acquisition d'autres compétences qui permettront à l'élève de gérer sa vie physique d'adulte puis plus globalement, sa propre santé. Pour ce faire, elle ne peut éviter d'accompagner la réalisation de ces objectifs par des objectifs liés à leur méthode d'acquisition. Elle constitue donc un vecteur d'éducation utile au même titre que les autres disciplines scolaires.
Étant donné l'importance prise par l'acquisition de compétences dans cette discipline (à différencier des habiletés), les objectifs de l'éducation physique et sportive tendent à développer l'activité d'identification des problèmes, leur discrimination pertinente (donc leur classification), puis l'activité de décision, laquelle doit évoluer vers l'accès à l'autonomie du sujet. En effet, l'élève doit toujours apprendre à décider laquelle des compétences (et des habiletés afférentes pour la réalisation motrice) est la plus pertinente à mettre en œuvre pour résoudre un problème, que ce problème soit lié à un contexte de pratique sociale (duel, coopération, construction esthétique en groupe, etc.), un contexte de pratique à visée esthétique, ou un contexte lié à une pratique de « pleine nature » (kayak, équitation, voile, etc.).

## Finalités
Selon les instructions officielles (BO no 31 du 30 juillet 2020 (reprise du BO spécial n°11 du 26 novembre 2015) pour le collège et BO no 1 du 22 janvier 2019 pour le lycée général et technologique), l'éducation physique et sportive a pour finalité au collège: "Tout au long de la scolarité, l'EPS a pour finalité de former un citoyen lucide, autonome, physiquement et socialement éduqué, dans le souci du vivre ensemble."
L'EPS a pour finalité au lycée GT : "L'éducation physique et sportive vise à former, par la pratique physique, sportive, artistique, un lycéen épanoui et cultivé, capable de faire des choix éclairés pour s'engager et s'éprouver de façon régulière, autonome et pérenne dans un mode de vie actif et solidaire."
Plus particulièrement, l'EPS doit permettre à chaque élève de :
- développer et mobiliser ses ressources pour enrichir sa motricité, la rendre efficace et favoriser la réussite ;
- savoir gérer sa vie physique et sociale ;
- accéder au patrimoine de la culture physique et sportive.

Pour les professeurs d'EPS, l'enjeu est de faire entrer les élèves dans une suite de situations d'apprentissage les amenant à prendre du plaisir, progresser, être motivés parce qu'ils sentent que les savoirs appris leur permettent d'agir et d'avoir une « maitrise » de l'environnement physique et social qui accepte l'élève tel qu'il est mais l'incite à changer. L'élève doit créer et reconstruire ses savoirs avec le groupe. Au travers de cette reconstruction des savoirs l'élève est aussi éduqué, travaillant en groupe, et confirmant son savoir-être et sa personnalité. Cette éducation globale au travers de l'EPS le suivra dans toute sa vie future. Au travers des différentes situations d'apprentissage, l'élève devra developer les competences (Agir, Interagir et Adopter).r la

## Didactique
Pour l’enseignant d'EPS, il s’agit de construire des contenus d’enseignement et de proposer des tâches (les "contenus de formation") permettant à l’élève de se transformer et d'apprendre. Ainsi, la didactique de la discipline s’interroge sur trois aspects de l’enseignement :
- les connaissances nécessaires à la constitution des compétences, elles-mêmes liées aux habiletés spécifiques à s’approprier : comment sélectionner les connaissances jugées les plus pertinentes et en réponse à quels besoins (éducatifs) ? Comment sélectionner les habiletés liées aux compétences précédentes (et qui permettent de les opérationnaliser dans l'action) et en réponse à quels besoins (éducatifs) ?
- les conditions d’appropriation et d'élaboration des contenus d’enseignement en EPS ;
- la volonté de transformation chez les enseignants, problématique centrale des recherches action.

De nombreuses conceptions de l'éducation physique existent, par exemple celle axée sur une « pédagogie des conduites motrices » de Pierre Parlebas ou encore sur une « pédagogie conative » (Gilles Bui-Xuân) offrant comme repères les étapes d'un curriculum conatif, récemment précisé et développé à travers un modèle explicatif de l'activité (MAPE, Grégory Delboé,). D'autres encore (Michel Gendrier) propose une Éducation physique utilitaire et professionnelle (Ergomotricité) visant une maîtrise des gestes et des mouvements justes dans la vie courante. D'autres comme (Jacques Gleyse)[réf. nécessaire], proposent de faire accéder les élèves par le biais de l'Éducation Physique au patrimoine (corporel) culturel de l'Humanité et non aux seuls sports modernes, retrouvant ainsi le modèle par exemple de la culture littéraire ou de l'éducation artistique ou encore musicale dans l'enseignement. Ces conceptions ont trouvé un grand écho dans la profession des enseignants d'EPS notamment au travers de l'ouvrage Enseigner l'Éducation Physique!? vendu à plus de 15 000 exemplaires[réf. nécessaire] et d'articles diffusés dans la revue EPS ou au cours de colloques.
Mais l’Éducation Physique en tant que discipline est une institution complexe, un champ au sens bourdieusien du terme, et ne peut donc, en ce sens être assimilée à une personne. Les anthropologismes utilisés par de nombreux auteurs au sujet de ce champ institutionnel, personnalisent par trop cette discipline alors que celle-ci n'est pas homogène mais est, comme toutes les disciplines l'objet de conflits, de débats d'acteurs, d'oppositions et, chronologiquement, de transformations plus ou moins radicales.
Les conceptions et les groupes de pression s'y affrontent. Certains, à ce sujet, ont parlé de « guerre des méthodes » (Le grand, Ladegaillerie, 1965)[réf. nécessaire], d'autres de « crise des pédagogies corporelles », d'autres, enfin, de « bataille des didactiques » (Gleyse, 2010)[réf. nécessaire].

## Programmes

### École primaire
Les apprentissages se font au travers de différents objectifs caractéristiques en maternelle, et de champs d'apprentissage en élémentaire. L'éducation, au-delà des apprentissages moteurs, s'exprime à travers des finalités éducatives, et la nécessité de mettre en lien, dès la maternelle, "agir, s'exprimer et comprendre". Une telle ambition pousse à considérer les activités physiques, sportives et artistiques comme des moyens au service de tels enjeux, en EPS ("à travers l'activité physique") et dans d'autres disciplines ("à travers les activités artistiques").
108 heures par an sont consacrées aux activités physiques et sportives, c'est-à-dire 3 heures hebdomadaires. Toute école peut décider, dans le cadre de son projet, d'augmenter cet horaire hebdomadaire d'une heure.
Ce sont les professeurs des écoles ou des intervenants extérieurs qualifiés qui enseignent l'EPS à l'école primaire.

### Collège
Au collège, les programmes sont basés sur quatre objectifs :
- réaliser une performance motrice maximale mesurable à une échéance donnée
- s'adapter à des environnements variés et incertains: choisir un itinéraire dans un milieu naturel, s’engager en sécurité et dans le respect de l’environnement
- réaliser une prestation artistique ou acrobatique : imaginer, produire et maîtriser une création devant un public
- conduire et maîtriser un affrontement individuel ou collectif: prendre des décisions en respectant les adversaires, les partenaires, l’arbitre

Ces objectifs s’appuient sur des activités physiques et sportives, classées en huit groupe :

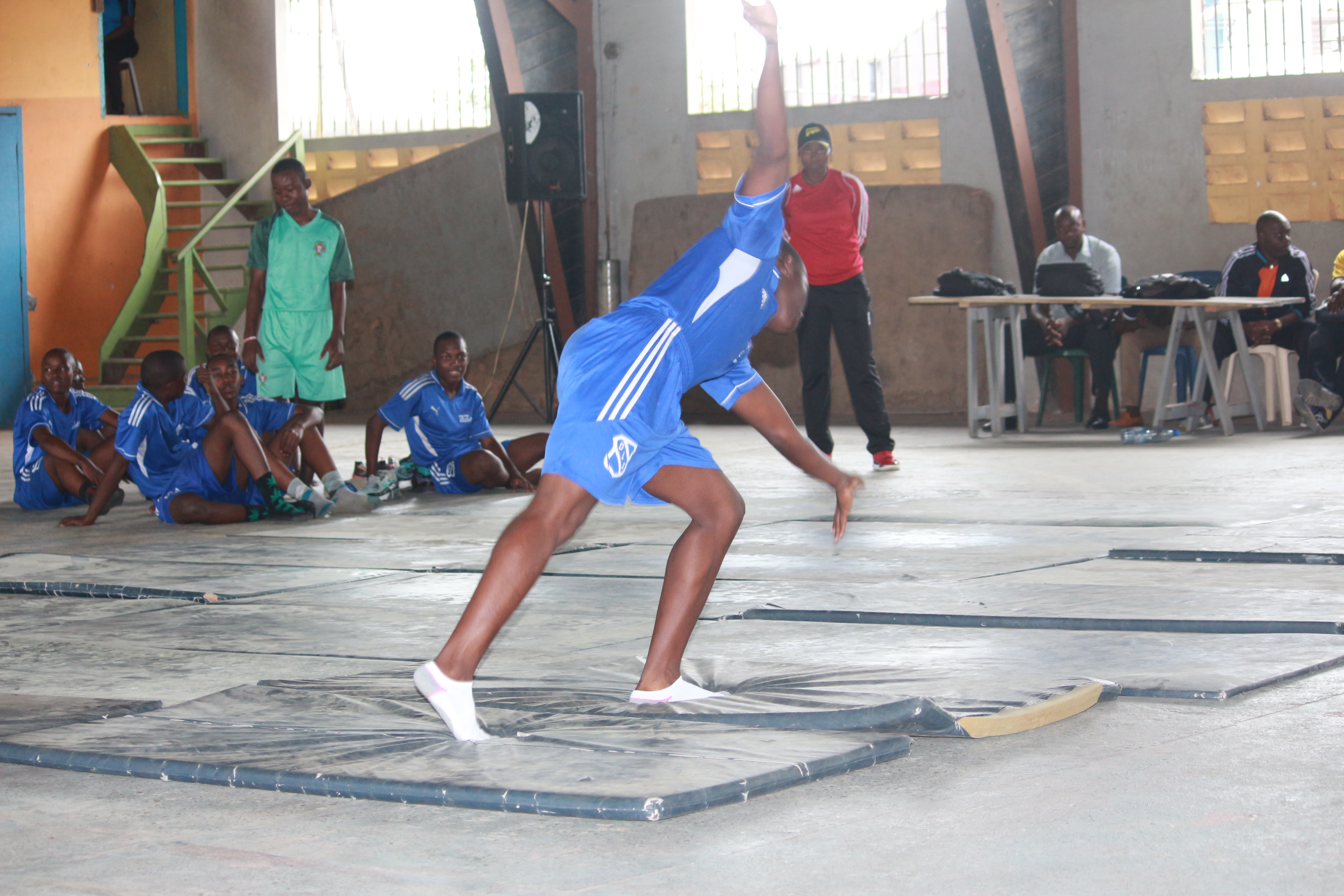
Cours d'acrosport.

- athlétisme (demi-fond, haies, saut en hauteur, javelot, Multi bond, relais vitesse)
- natation sportive (natation longue, natation de vitesse)
- activités de pleine nature (canoë-kayak, course d'orientation, escalade)
- gymnastique (aérobic, acrosport, gymnastique sportive, rythmique)
- activités artistiques (arts du cirque, danse)
- sports collectifs (basket-ball, football, handball, rugby, volley-ball)
- sports de raquette (badminton, tennis de table)
- combat (boxe française, lutte)

À la fin du collège, les élèves doivent avoir atteint le niveau 2 (compétence attendue) dans au moins une activité de chaque groupe.
Selon les niveaux de classe, le volume horaire hebdomadaire obligatoire d'EPS pour le collégien varie : il est de 4 heures en sixième, 3 heures en cinquième, en quatrième et en troisième.
Ce sont les professeurs d'EPS (titulaires du CAPEPS) qui enseignent la discipline dans le Secondaire (collège + lycée + lycée professionnel). En 2010-2011 (France métropolitaine + DOM), ils constituaient un corps de 29 557 enseignants, soit 8,46 % de l'ensemble des enseignants du second degré public.

### Lycée
Les activités sportives sont toujours aussi variées au lycée qu'au collège.
S'ajoute dans les programmes du lycée et lycée professionnel, la compétence propre n°5 qui cible l'enseignement de l'EPS sur le développement et l'entretien de soi (au travers des activités physiques sportives et artistiques telles que la musculation, la natation longue, le step).
Les lycéens ont 2 heures de cours d'EPS par semaine. Arrivés en première année du baccalauréat, les élèves ont la possibilité de constituer eux-mêmes leurs propres menus, par groupe de 3 disciplines sportives déjà constituées à l'avance. En exemple, un menu peut disposer de 3 activités telles que : la natation, le football et la danse. Les élèves, tout-au-long de l'année, s'exercent et se font évaluer sur leurs disciplines pour qu'au bout de la dernière année du baccalauréat, la moyenne des 3 notes obtenues à chaque sport constitue la note de l'épreuve d'EPS au baccalauréat. La note compte coefficient 2.

## Histoire
L'éducation physique est une discipline scolaire d'enseignement obligatoire dans le secondaire, sous l'appellation de « gymnastique », depuis le décret du 3 février 1869 signé par Victor Duruy. Ce décret étant peu appliqué, Jules Ferry rappelle, par la loi George du 27 janvier 1880, que la gymnastique est obligatoire dans tous les établissements d'instruction publique de garçons. La même année, par la circulaire du 20 mai (Camille Sée), l'obligation est étendue à tous les types d'enseignement, primaire et secondaire, pour les garçons et les filles.[réf. nécessaire]
L'éducation physique a souvent changé de ministère de tutelle : Instruction publique, des Beaux-Arts et des Cultes (1880), Instruction publique et des Beaux-Arts (1905), Guerre (1910), Ministère de l'hygiène et de la prévoyance sociale (1920), Ministère de l'Instruction Publique (1922), Ministère de l'Instruction Publique (1927), Santé publique (1932), Santé (1936), Éducation Nationale (1937), Commissariat Général à l'Éducation Générale et Sportive (1940), Éducation Nationale (1958), Jeunesse et Sports (1963), Qualité de la vie (1974), Jeunesse et Sports (1978) et Éducation nationale depuis le décret du 28 mai 1981.

### Lagymnastiquede laTroisième République(1870-1940)
Selon Pierre Arnaud, le début de la Troisième République favorise l'émergence d'une gymnastique qui se scolarisera au fur et à mesure de l'obligation scolaire. Les objectifs sont multiples :
- Former des soldats : Les exercices militaires gymniques de la fin du XIXe siècle jusqu'à la Première Guerre mondiale avaient comme ambition de former des individus patriotes, forts du sentiment d’appartenance à une nation avec la volonté de la défendre.
- Former des professionnels : Formation de base pour le travail.
- Acquérir une bonne santé : Lutte contre les maladies, surmenage et dégénérescence de la race. Santé psychique.
- Former des citoyens : Pour la IIIe République, il s’agit pour établir un nouvel ordre social d’instaurer un nouvel ordre mental. Projet éducatif basé sur les valeurs de laïcité, de tolérance et de relativisme.

C'est oublier ce que Jacques Gleyse identifie comme un moment clef pour le passage à une idéologie de l'exercice pour le plus grand nombre et les plus faibles qui deviendra bientôt l’Éducation physique. Le ministre des affaires extérieures de la Commune de Paris, Paschal Grousset (1844-1909), alias Philippe Daryl, est à l'origine de cette idéologie de l'exercice pour les plus faibles, ce que Jacques Gleyse appelle, reprenant les propos du philosophe Michel Onfray : « une mystique de gauche ».
Paschal Grousset, en tout état de cause souhaite une éducation physique sanitaire au même titre que l'éducation intellectuelle, en conformité avec sa position de communard, pour le plus grand nombre d'enfants. Il souhaite une scolarité obligatoire qui contiendrait les trois versants de l'éducation physique, intellectuelle et morale, pour le plus grand nombre, éducation gratuite, laïque et obligatoire. C'est du moins ce qu'il tente de promouvoir durant les quelques semaines que durera la Commune insurrectionnelle de Paris, au printemps 1871.
Il promouvra cette vision des choses contre l'idéologie sportive qu'il voit comme un jeu de brutes, sans morale et exacerbant le narcissisme dans son ouvrage, paru sous le pseudonyme de Philippe Daryl et regroupant des articles édités dans le journal Le Temps, ouvrage intitulé La Renaissance Physique, où il propose notamment, en 1888, la création de Jeux Olympiques bien différents de ceux que quelques années plus tard défendra Pierre de Coubertin (où l'essentiel au début sera de gagner). Les jeux promus par Paschal Grousset ont pour but de faire émerger les meilleurs dans le but d'éduquer les plus faibles et non dans la perspective d'en tirer une gloire pour soi seul.
De fait, selon Gilles Bui-Xuân et Jacques Gleyse , l'émergence de l'éducation physique devient possible grâce à deux hommes : Georges Demenÿ (1850-1917) et Georges Hébert (1875-1957) tout comme la paternité du sport moderne, au-delà des premiers clubs français (1871, Le Havre Athlétic Club) peut être attribuée à Georges de St Clair et au Baron Pierre de Coubertin.
À l'inverse d'une EP sanitaire pour tous, l'idéologie que Jacques Gleyse caractérise de « mystique de droite », prendra la forme d'une pratique longtemps antagoniste en termes de valeurs : le sport. Ce sport ne fusionnera avec l'Éducation physique qu'après la naissance de la Cinquième République et l'arrivée au pouvoir de Charles de Gaulle ainsi que l'intégration des enseignants d’Éducation Physique au Haut commissariat à la Jeunesse et aux Sports dirigé alors par Maurice Herzog.
En France, l'expression « Éducation physique » apparaît pour la première fois dans le titre d'un texte officiel dans le Manuel d’Éducation Physique publié le 21 janvier 1910, par l'école de Joinville. Par contre, cette expression est déjà présente dans de nombreux textes et notamment dès 1762 dans l'ouvrage du médecin suisse, Jacques Ballexserd, intitulé Dissertation sur l’Éducation Physique des enfants.

### L'éducation physique (1940-1962)
Dans le cadre de la Révolution nationale, l'Éducation Physique a connu pendant l’Occupation, une véritable expansion, surtout structurelle ; et est devenue une affaire de l’État dont l’emprise ne se relâchera plus.
Après la libération, l'Éducation Physique est attachée au ministère de la Jeunesse et des Sports. Elle hésite encore entre une éducation physique généraliste et tente des incursions vers quelques sports.

### L'éducation sportive (1962-1981)
À partir des années 1960, sous la pression du ministre Maurice Herzog et bien souvent contre l'avis de certains enseignants et de l'Inspection Générale d'EP, l’EP s’est institutionnalisée en une éducation physique s'appuyant sur les activités sportives mais gardant un objectif d'éducation. Elle reprend (du moins avec l'appui des enseignants de l'ENSEP garçons et de certains groupes dominants au sein de la tendance Unité et action du SNEP) alors à son compte des outils que le sport s’est forgé pour constater les progrès, tels que l'apprentissage technique, copie d'un geste.
L’atteinte des objectifs spécifiques est appréciée par la mesure chiffrée des performances accomplies, elles-mêmes possibles par la maîtrise accrue de techniques sportives codifiées et réglementées. Mais très vite cette vision s'avère insatisfaisante dans l'institution scolaire. La notion de « maîtrise de l'exécution » se substituera rapidement à la seule performance qui ne prend pas assez en compte les progrès scolaires de l'élève et fait trop appel au « donnée » et insuffisamment à l'acquis.
Très rapidement, au début des années 1970, les enseignants d'Éducation Physique et Sportive pensent que technique, sport de haut niveau et enfant ne vont pas ensemble, que les méthodes réceptives ne permettent pas à l'élève de découvrir, inventer, créer. Ils veulent une éducation nouvelle et s'intéressent aux pédagogies actives. Au cours des stages de Formation Professionnelle Continue (FPC), dans l'académie de Montpellier, ils créent des outils en s'appuyant sur les travaux de Wallon, de Piaget, de Mérand, de Vygotski, de Paillard, de Meirieu, du Groupe Français d'Éducation Nouvelle, et analysent, évaluent, passent au peigne fin chaque situation d'apprentissage.(J.C. Albert)
Ils utiliseront, évalueront et comprendront l'apport de ces pédagogies nouvelles, de la  créativité, de la non-directivité, des différents rôles de l'enseignant, de la pédagogie par objectifs, de l’évaluation, de la pédagogie du projet, de la didactique, du processus d’apprentissage, de l’approche cybernétique (schéma d'Adam 1970 et Schmidt 1981)[réf. nécessaire]. Ils conçoivent une nouvelle séance, contribuent à la création de nouveaux programmes. C'est un quasi consensus des enseignants, proches de ce courant  qui acceptent cette évolution de l'EPS.
Ce qui n’empêche pas que des secousses plus profondes ressurgissent et perdurent, puis disparaissent : l’individu opposé au groupe, la motricité à la technique, le sport à l’EPS.
Des points de vue, voire des idéologies différentes, relancent les querelles sur la guerre Sport-EPS, parfois très violente. Mais les enseignants d'EPS, proches de ces courants, de la tendance Unité et action du SNEP, fatigués de recevoir des leçons des « puristes de l'EP » les rejettent, et proposent une EPS éducative et sportive acceptée par les élèves garçons et filles.
Au cours de la même période, de nombreux auteurs tels Jean Le Boulch, Pierre Parlebas, Jean-Marie Brohm, contestent la logique sportive imposée par le gouvernement et par certains cadres de l'ENSEP garçons. Ils proposent une éducation motrice ludique et artistique.
À part Parlebas, les propositions de ces personnes, qui n'acceptaient pas l'entrée des activités sportives dans les programmes, furent portées par plusieurs courants et un certain nombre d'enseignants dont ceux appartenant au cours de la période à la tendance École émancipée du SNEP ou au SGEN CFDT. Mais bien d'autres se retrouvent alors dans ces propositions en participants à des stages CEMEA sous l'égide de Pierre Parlebas ou encore aux stages du CREPS de Dinard animés par Jean Le Boulch. (J.C. Albert)           L'histoire des textes officiels porte les traces de ces courants de manière explicite. Par exemple avec les domaines d'action des textes de 1993.

### L'éducation physique et sportive (depuis 1981)
(octobre 2009).
Si vous disposez d'ouvrages ou d'articles de référence ou si vous connaissez des sites web de qualité traitant du thème abordé ici, merci de compléter l'article en donnant les références utiles à sa vérifiabilité et en les liant à la section « Notes et références ».
À partir de 1981, sous la présidence de François Mitterrand, la gestion des enseignants d'EPS réintègre l'Éducation nationale, et doit donc officiellement se conformer à l’école, lieu de transmission de connaissances par excellence. La multiplication des activités physiques sportives et artistiques (APSA) impose également d’enseigner plutôt la compréhension de l’action motrice pour permettre à l’élève de l’adapter à toute situation nouvelle.
L'EPS continue son évolution en s'appuyant sur des concepts comme celui de neuro-motricité, de processus d'apprentissage et sur la notion de plasticité du cerveau. Avec l'apport de la didactique de l'EPS et des travaux d'écriture des programmes (depuis 1983, création de la commission verticale EPS, puis du groupe technique disciplinaire et enfin du groupe d'experts), la discipline a un nouveau pas à franchir : élaborer et utiliser les fondamentaux de chaque activité sportive comme référents des savoirs à apprendre. Après les textes de 1985 à 1988 qui prolongent l'introduction du sport dans la programmation de l'EPS (débutée par les instructions de 1962 et 1967), la publication des programmes 1996-1998 pour les collèges et 1999-2002 pour les lycées constitue une étape importante vers l'état actuel des textes officiels qui structurent aujourd'hui administrativement les contenus de l'éducation physique.
L'EPS, mieux organisée par les textes officiels, repose toujours sur l'évolution réalisée entre 1970 et 1980. Les sports et la compétition sont toujours les supports des leçons et programmes. Elle repose toujours sur les vingt années où les enseignants eux-mêmes, au travers de stages ont complètement transformé et reconstruit leur discipline rejetant la théorie de la réceptivité des savoirs pour aboutir à une EPS s'appuyant et fusionnant sur les deux théories, culturaliste et développementaliste.

## Formation
Les enseignants d'EPS du secondaire et supérieur doivent passer le Certificat d'aptitude au professorat d'éducation physique et sportive (CAPEPS), nommé ainsi depuis 1943 et se déroulant à Vichy. Ce concours n'est donc pas un Certificat d'aptitude au professorat de l'enseignement du second degré (CAPES), c'est pour cela qu'il nécessite, contrairement aux autres CAPES, de posséder un master 2 spécifique Sciences et techniques des activités physiques et sportives (STAPS).
L'EPS dispose également d'un concours d'agrégation « externe » depuis 1982 (premier concours d'agrégation en 1983) (qui nécessite l'obtention d'une maîtrise ou aujourd'hui, d'un master 2). Il existe également un concours d'agrégation « interne » qui permet la promotion des enseignants certifiés notamment depuis 1989. Contrairement aux autres disciplines, les postes sont beaucoup plus nombreux en « agrégation interne » qu'en « agrégation externe » ce qui tient pour partie à la jeunesse de ces épreuves dans le domaine.
En 2002, un département EPS a été créé au sein de l'École normale supérieure de Cachan. Celui-ci se situe à l'Antenne de Bretagne de l'ENS Cachan sur le Campus de Ker Lann dans les environs de Rennes. En 2008, la direction du département décide, après concertation, de changer le nom du département en Sciences du Sport et Éducation Physique (2SEP) pour qu'il soit plus en phase avec la diversité des enseignements qui y sont dispensés. La scolarité à l'ENS est composée de 4 années avec une possibilité de suivre la formation à l'Agrégation Externe d'EPS lors de la 3e année. Comme c'est le cas pour tous les départements des ENS, l'admission se fait soit par concours, soit par dossier.

## Sport étude
À partir de 1996, le sport étude s'organise au sein des sections sportives scolaires (anciennement classes de sport-études). Elles proposent un enseignement sportif complémentaire aux cours d'EPS dans un sport spécifique. Validé par l'inspection pédagogique et le conseil d'administration de l'établissement, le projet est conduit par les enseignants d'EPS. Le sport étude a pour but d'assurer une formation sportive de base, décentralisée, afin de former et détecter les futurs champions français. La spécialisation se fait ensuite au sein de pôles de haut niveau.

## Lesport scolaire
En France, l’EPS est une discipline fortement structurée dans les établissements scolaires, dans les départements comme sur le plan national. Elle appartient en premier lieu au domaine scolaire, mais elle est largement ouverte sur les secteurs dits civils, par le biais des associations sportives scolaires, qui organisent des passerelles vers l’extérieur, rencontres sportives et compétitions.
Les animations et les compétitions se déroulent dans le cadre d’associations rattachées à l’État:
- Primaire (écoles) : Union sportive de l'enseignement du premier degré (USEP) pour l’enseignement public et l’Union générale sportive de l'enseignement libre (UGSEL) pour l’enseignement privé ;
- Secondaire (collèges et lycées) : Union nationale du sport scolaire (UNSS) pour l’enseignement public et l’UGSEL pour l’enseignement privé ;
- Supérieur (universités) : Fédération française du sport universitaire (FFSU).

## L'éducation physique et sportive dans la société
Il peut arriver de temps à autre que l'éducation physique s'invite dans le débat politique français
Ainsi en 2021, le ministre de l'éducation nationale français provoque une polémique en voulant , paradoxalement, rendre hommage à l'EPS,.
Une polémique qui ravive de « mauvais souvenirs »  dans l'esprit d'une partie de la population française.